# Reus

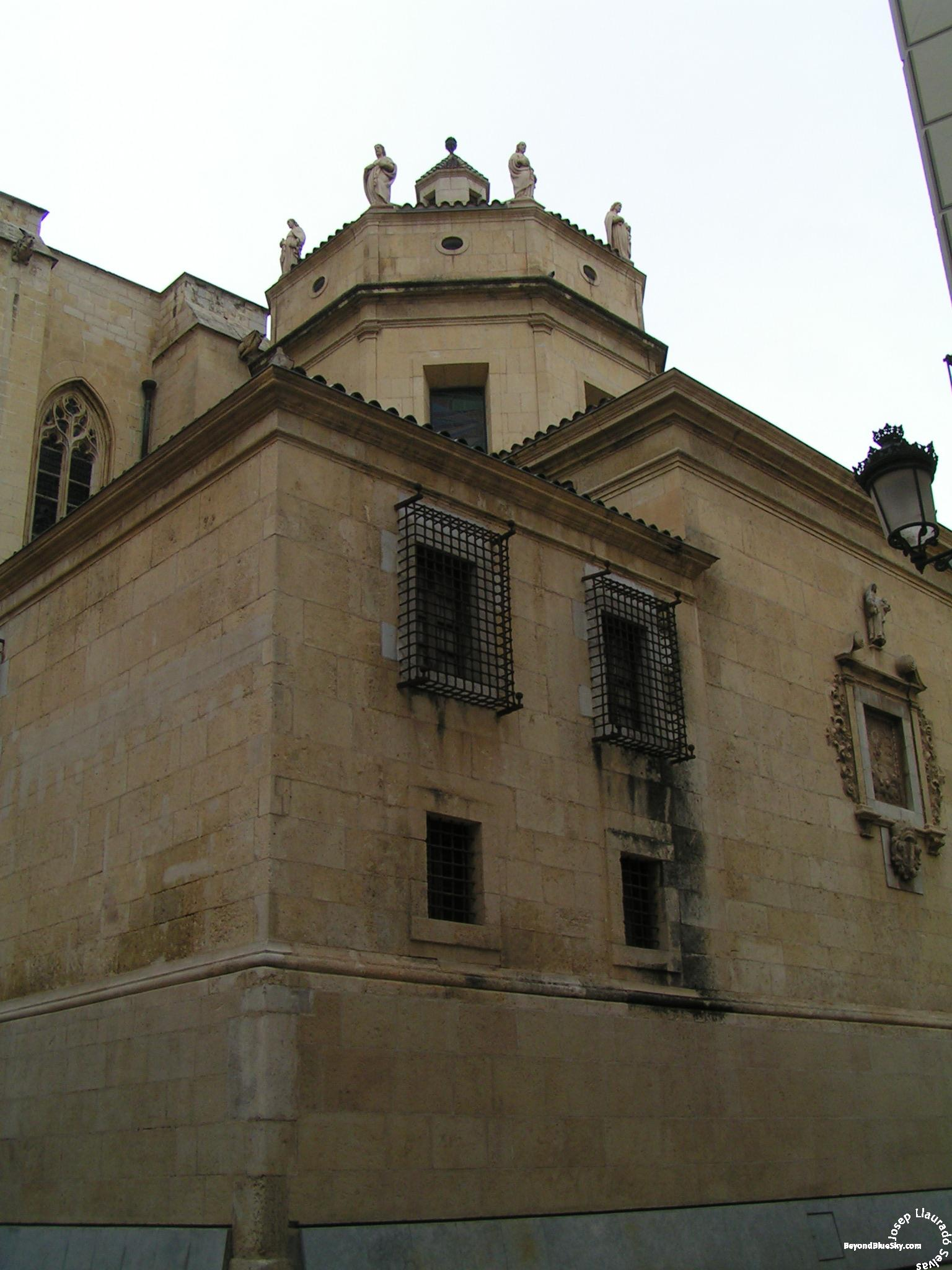
La Prioral de San Pedro, homlokzat részlete

Reus egy város a spanyolországi Katalóniában, Tarragona tartományban, az N-420-as út (T-11) mentén, Tarragona várostól 12 km-re északnyugatra. Tengerszint feletti magassága 114–142 méter. Baix Camp járás székhelye. Fontos katalán kereskedelmi központ, főleg mandulájáról és égetett szeszes italairól híres.

## Népesség
Reus demográfiai növekedése:
- 2000: 89 179 fő
- 2002: 91 616 fő
- 2004: 96 642 fő
- 2006: 101 767 fő
- 2007: 104 835 fő

Adatok forrása: INE. 
A település lakosságának változását az alábbi diagram mutatja:
| Lakosok száma | 2056 | 28 780 | 27 417 | 41 014 | 83 251 | 96 642 | 107 118 | 104 962 | 104 373 | 109 930 |
|               | 1717 | 1887   | 1936   | 1960   | 1986   | 2004   | 2009    | 2014    | 2019    | 2024    |

## Látnivalók

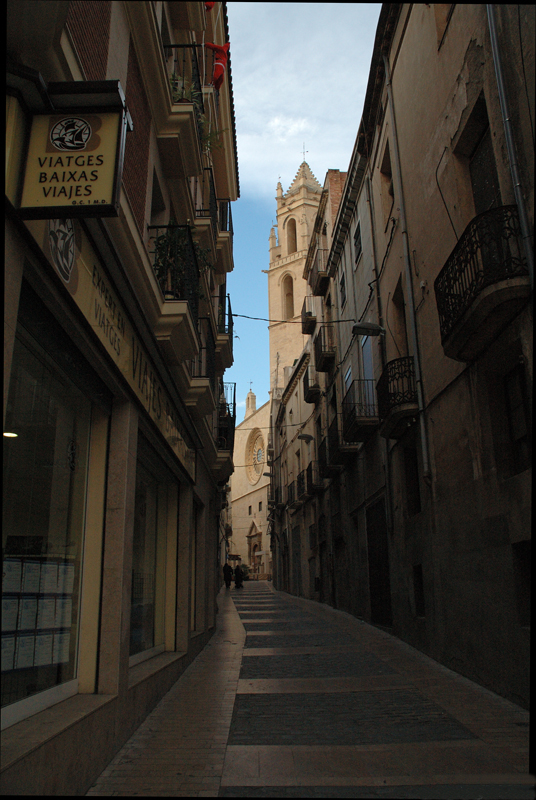
Carrer Major, Reus.

- Cambrer vára (kat. Castell de Cambrer) - a Plaça del Castell-en, felújítás alatt áll.
- Sant Pere-templom (kat. Església prioral de Sant Pere)
- Casa Navás - a Plaça Marcadalon, modernista stílusú épület
- Városháza (kat. Ajuntament)
- Calleja de Jueus - óvárosi utca
- Bofarull-palota (kat. Palau de Bofarull)
- Tamarit márkijainak palotája (sp. Palau dels Marquesos de Tamarit)
- Casa Cochs - a Carrer Prat de la Riba nevű utcában
- Cal Boule - a Raval Santa Anna nevű utcában.
- Casa Rull  - antik Museu Prim-Rull, városi levéltár
- Casa Gassull - a Carrer de Sant Joan nevű utcában
- Casa Serra - a Carretera de Castellvell közlekedési útvonalon
- Campanar - a Plaça de Sant Pere-n
- Banc d'Espanya  - a Raval Santa Anna- ma Salvador Vilaseca Múzeuma (kat. Museu Salvador Vila-seca)
- Institut Pere Mata - modernista stílusban emelt épület pavilonokkal, 1899-1919 között készült.

## Közlekedés
Nemzetközi repülőtere, az Aeropuerto de Reus a várostól 5 km-re keletre található. Londonba, Dublinba és Frankfurtba is indulnak innen repülőjáratok.

## Sport
Labdarúgó csapata a CF Reus Deportiu.1909-ben alapították.A 2015-16-os idényben a Segunda División B - 3. csoportjában játszott (3. osztály).
Eddig 9 szezont játszottak a Segunda División B-ben.Először az 1981-82-es szezonban szerepeltek a  Segunda División B-ben.Legjobb eredményük 2016-ből való, akkor az 1. helyen végeztek, és feljutottak a Segunda Divisiónba, a másodosztályba. A 2016-17-es idény az első másodosztályú idényük. Stadionjuk a Camp Nou Municipal, amely 4500 néző befogadására alkalmas.

## Híres emberek

### Reusban születtek
- Josep Baró Tapira i (1836. február 7. - Tangier, 1913. október 4.), festő
- Bernat Josep Maria Fortuny Marsal i (1838-1874) Festő.
- Josep Bofill Llovera i festő (1846. január 7. - 1896)
- Baldomero Galofre Jiménez festő (1849. május 24. –Reus-Barcelona 1849 – 1902. július 26.)
- Antoni Gaudí, építész
- François Tosquelles, pszichiáter
- Eduard Toda i Güell (Reus, 1855. január 9. - Poblet, 1941. április 26.) diplomata, egyiptológus, antropológus, író, történész, a Poblet-kolostor felújításának szorgalmazója
- Joan Rubió i Bellver (Reus, 1870. április 24. - Barcelona, 1952. november 30.), építész
- Isaac Cuenca (Reus, 1991. április 27.), labdarúgó
- Sergi Roberto (Reus, 1992. február 7.), labdarúgó

## Galéria

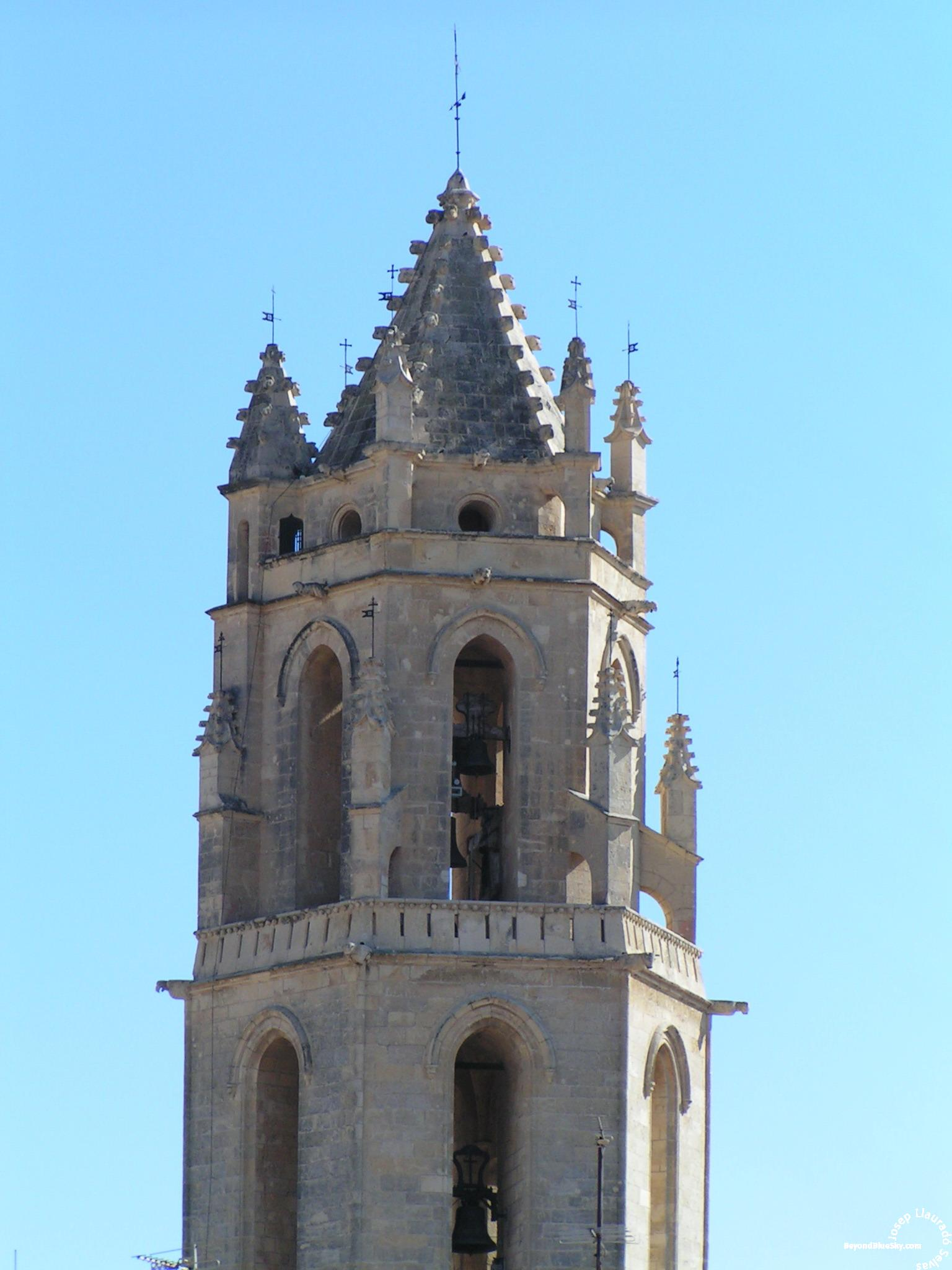
La Prioral de San Pedro, torony részlete.
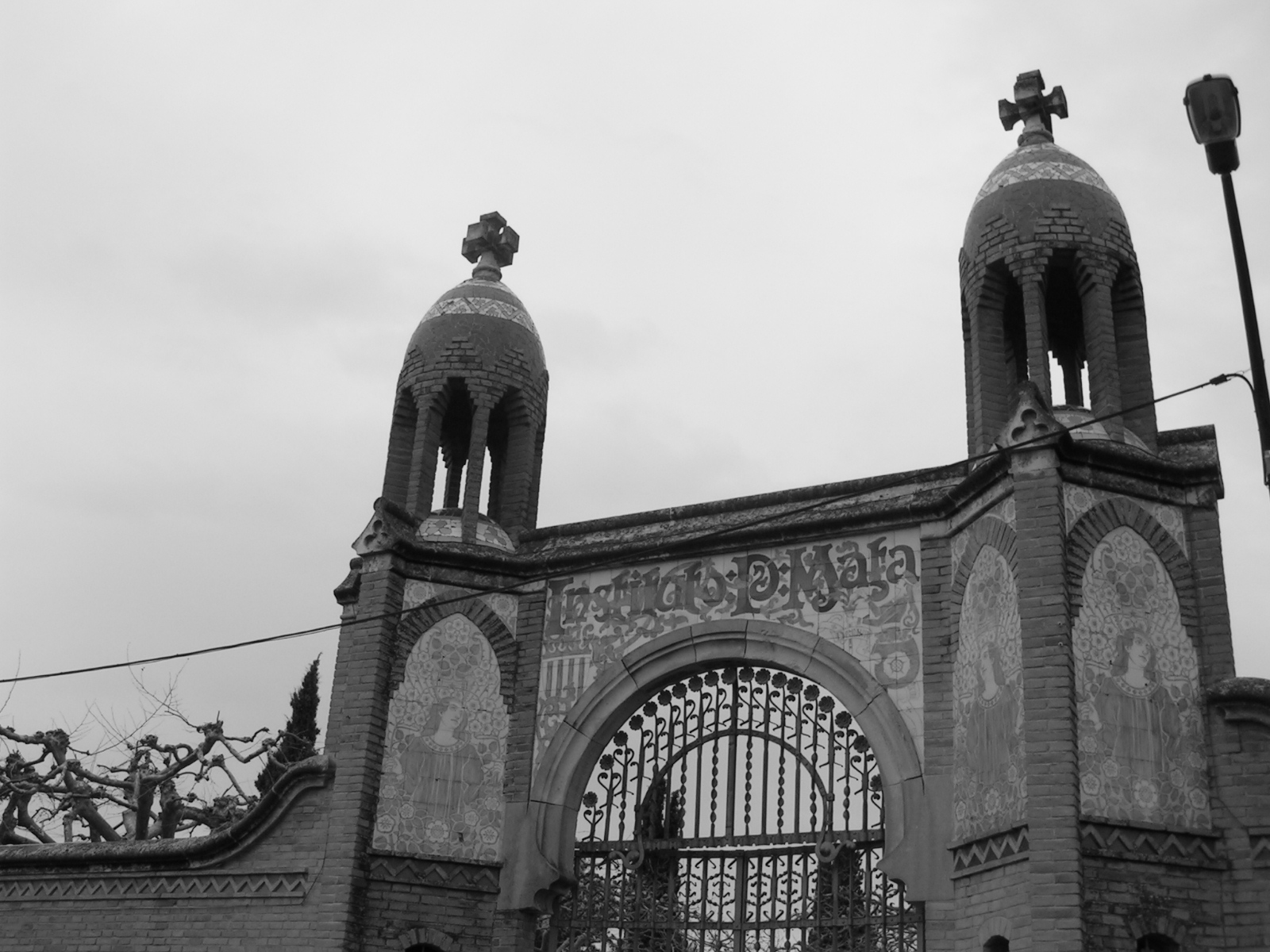
Instituto Psiquiátrico Pere Mata, modernista kapu.
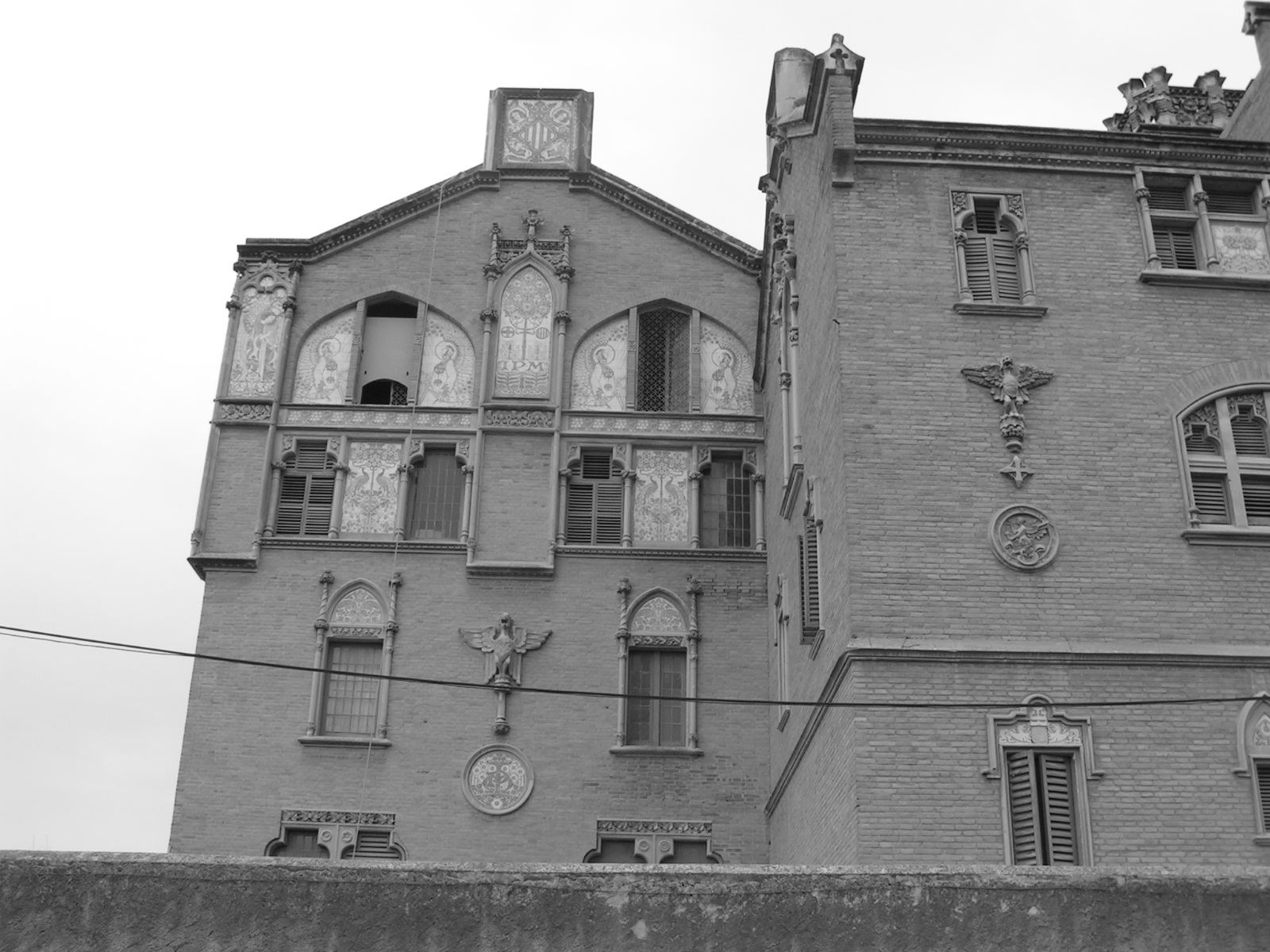
Instituto Psiquiátrico Pere Mata, homlokzat.
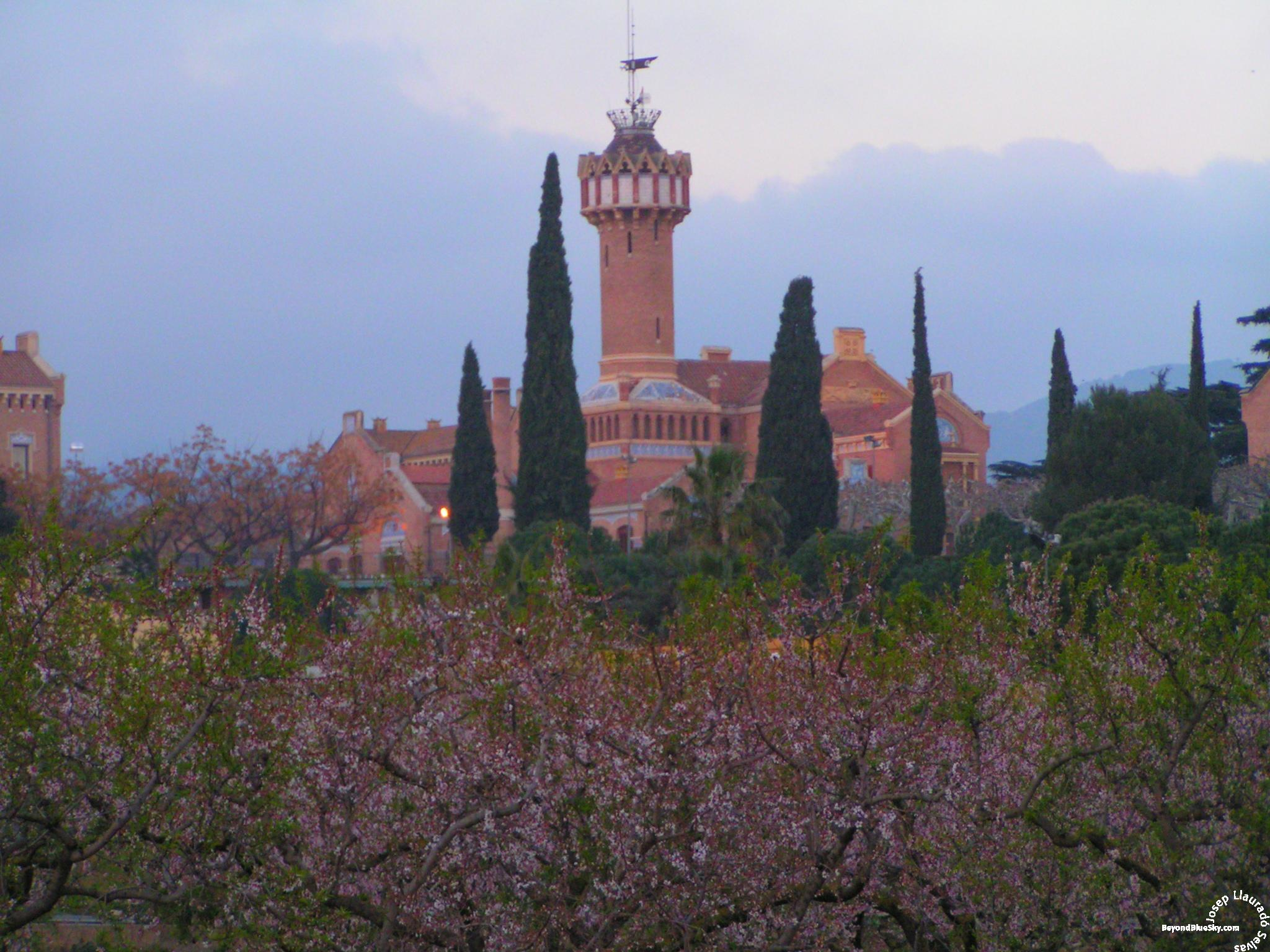
Instituto Psiquiátrico Pere Mata.